# آن بي. يونغ
آن بي. يونغ (بالإنجليزية: Anne B. Young)‏ هي عالمة أعصاب أمريكية، ولدت في 1947م.